# 바바라 맥네이어

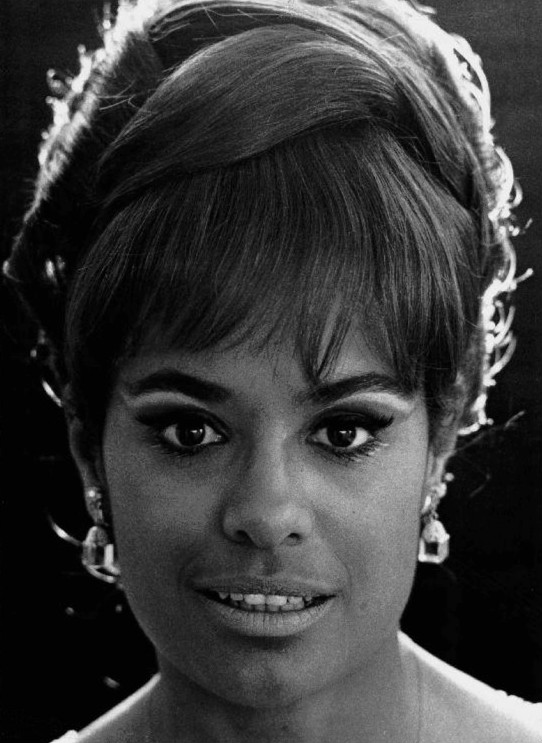

바바라 맥네이어(Barbara Jean McNair, 1934년 3월 4일 ~ 2007년 2월 4일)는 미국의 가수, 모델, 텔레비전 배우, 연극 배우, 영화배우이다.
시카고에서 태어났으며 로스앤젤레스에서 사망하였다. 사인은 식도암이다.

## 영화
- 네온 사인 (1996년)
- 위험한 유혹 (1992년)
- 대혈투 (1971년)
- 외로운 추적 (1970년) - 발레리 팁스 역
- 체인지 오브 해빗 (1969년)